# Spektrální intenzita záření
Spektrální intenzita záření je spektrální radiometrická veličina, která pro danou vlnovou délku (resp. frekvenci) záření vyjadřuje, jaký zářivý tok na jednotku vlnové délky (resp. frekvence) prochází jednotkou plochy. Odpovídající integrální radiometrická veličina udávající součet přes celé spektrum je intenzita záření.
Značí se:
{\displaystyle I_{\mathrm {e} \lambda }} s jednotkou watt na metr3 pro spektrum podle vlnové délky,
{\displaystyle I_{\mathrm {e} \nu }} s jednotkou watt na metr čtvereční a hertz pro spektrum podle frekvence.
Poznámka: Stejná značka se používá také pro zcela jinou veličinu s jinou jednotkou: spektrální zářivost

Při popisu určitých situací spektrální intenzita záření dostává specifičtější názvy:
| Název veličiny                                                                          | Značka | Je spektrální intenzita záření...           |
| --------------------------------------------------------------------------------------- | --- | ------------------------------------------- |
| spektrální intenzita vyzařování, spektrální zářivá emitance, spektrální zářivá exitance | {\displaystyle M_{\mathrm {e} \lambda },M_{\mathrm {e} \nu }} {\displaystyle H_{\mathrm {e} \lambda },H_{\mathrm {e} \nu }} | ...emitovaného povrchem zdroje              |
| spektrální radiozita                                                                    | {\displaystyle J_{\mathrm {e} \lambda },J_{\mathrm {e} \nu }}                                                               | ...emitovaného + odraženého povrchem tělesa |
| spektrální ozářenost, spektrální (intenzita) ozáření                                    | {\displaystyle E_{\mathrm {e} \lambda },E_{\mathrm {e} \nu }}                                                               | ...dopadajícího na povrch tělesa            |